# Isleton
Isleton is een plaats (city) in de Amerikaanse staat Californië, en valt bestuurlijk gezien onder Sacramento County.

## Demografie
Bij de volkstelling in 2000 werd het aantal inwoners vastgesteld op 828.
In 2006 is het aantal inwoners door het United States Census Bureau geschat op 803, een daling van 25 (-3.0%).

## Geografie
Volgens het United States Census Bureau beslaat de plaats een oppervlakte van
1,2 km², waarvan 1,0 km² land en 0,2 km² water. Isleton ligt op ongeveer 0 m boven zeeniveau.

## Geboren in Isleton
- Pat Morita (1932-2005), acteur

## Plaatsen in de nabije omgeving
De onderstaande figuur toont nabijgelegen plaatsen in een straal van 32 km rond Isleton.